# لبدیسی
آجوگا (نام علمی: Ajuga) یا لب‌دیسی خزنده یک سرده از گیاهان گلدار است که در حدود ۵۰–۴۰ گونه دارد. گیاهی است با سنبله‌های منار شکل گل‌های ارغوانی یا بنفش کم رنگ، کوتاه قد و قوی و علفی و پایا است که سایه را دوست دارد اگر چه در آفتاب هم به خوبی رشد و نمو می‌کند. این بوته پوشش خوبی در سطح خاک مرطوب یا نم‌دار به وجود می‌آورد. تکثیر و ازدیاد این گیاه از طریق تقسیم توده انبوه ریشه بوته، در زمستان یا کاشت بذر در بهار انجام می‌شود.

## شرایط رشد و نگهداری
نور مورد نیاز: این گیاه به نور متوسط خورشید نیاز دارد.
نور بسیار زیاد می‌تواند باعث از بین رفتن این گیاه شود.
توجه داشته باشید که این گیاه بدون مشکل در سایه هم رشد می‌کند.
آب مورد نیاز: برای رشد بهتر باید این گیاه را دو بار در هفته آبیاری کنید.
خاک مورد نیاز: بهترین خاک برای نگهداری از این گیاه خاکی با زهکشی مناسب که ترکیبی از خاک لومی، گچی و ماسه ای با رطوبت مناسب می‌باشد.

دما مورد نیاز: این گیاه برای رشد بهتر باید در دمای ۵ تا ۷ درجه سانتی گراد نگهداری شود. البته فراموش نکنید که این گیاه تا دمای منفی ۱۵ درجه سانتی گراد هم می‌تواند تحمل کند.

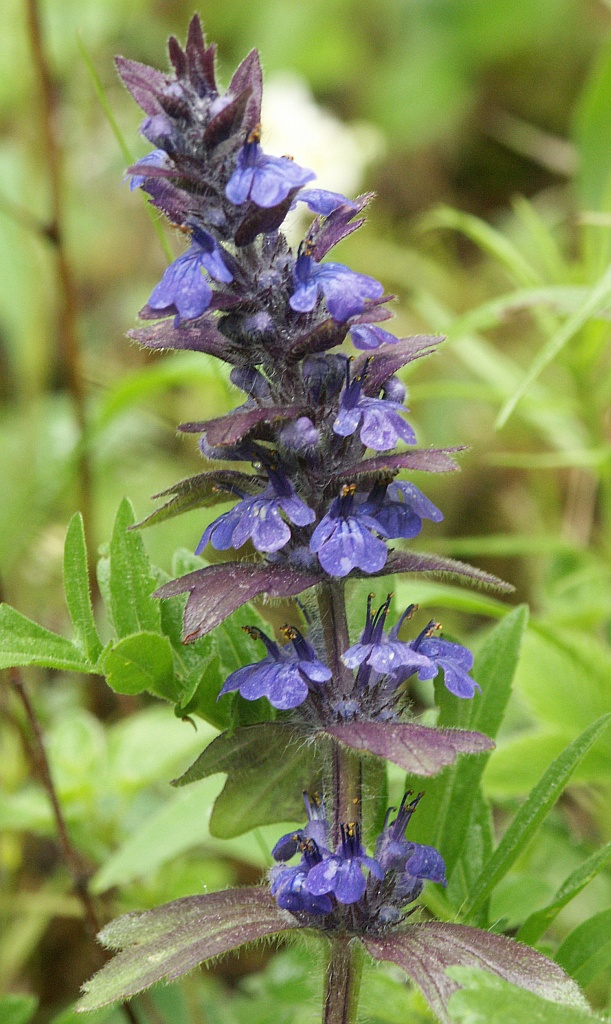
Blue Bugle (Ajuga genevensis)
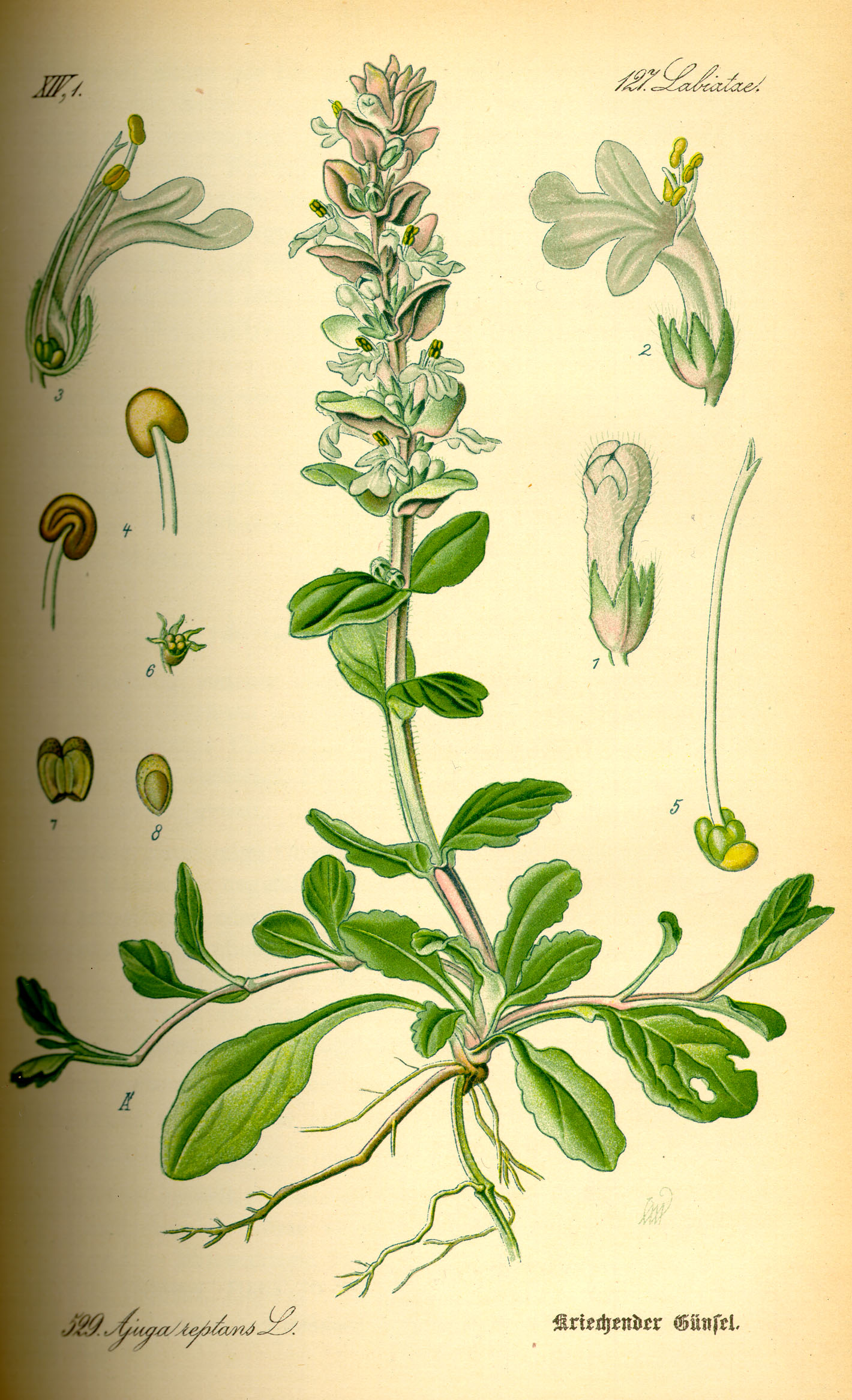
Common Bugle from Thomé, Flora von Deutschland, Österreich und der Schweiz, 1885